# Пусткі (Хойницький повіт)
Пусткі (пол. Pustki) — село в Польщі, у гміні Черськ Хойницького повіту Поморського воєводства.
У 1975-1998 роках село належало до Бидгощського воєводства.